# Tiranosàurids
Els tiranosàurids (Tyrannosauridae) constitueixen una família de dinosaures teròpodes celurosaures. El nombre exacte de gèneres és controvertit; alguns experts en reconeixen només tres. Tots els tiranosàurids visqueren cap al final del Cretaci superior i les seves restes fòssils s'han trobat a Nord-amèrica i Àsia.

## Anatomia
Els tiranosàurids presentaven un crani ample i massiu, un coll curt i robust i braços reduïts amb dos dits.

## Història

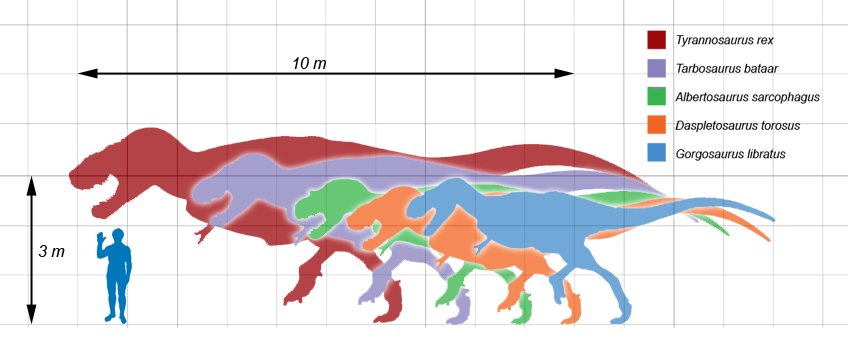
Comparació de grandària, amb un ésser humà, dels tiranosàurids més coneguts fins avui.

Al principi, els tiranosàurids foren classificats com a carnosaures, agrupant-los juntament amb la major part dels grans teròpodes, fins que posteriors estudis filogenètics van determinar que eren celurosaures, un grup que també inclou els ornitomimosaures i els maniraptors, de manera que estan més emparentats amb teròpodes com els dromeosaures o Ornithomimus. Els descobriments de tiranosauroïdeu basals han ajudat a solidificar aquesta connexió, portant a plantejar la possible presència de plomes en els tiranosàurids.